# Georges Hubrecht
Georges Hubrecht (Brugge, 1880. július 26. – Brugge, 1959. szeptember 22.) belga nemzetközi labdarúgó-játékvezető.

## Pályafutása

### Nemzeti játékvezetés
Nemzeti labdarúgó-szövetségének megfelelő játékvezető bizottsága minősítése alapján lett a Jupiler League játékvezetője. A küldési gyakorlat szerint rendszeres partbírói szolgálatot végzett.

### Nemzetközi játékvezetés
A Belga labdarúgó-szövetség Játékvezető Bizottsága (JB) terjesztette fel nemzetközi játékvezetőnek, a Nemzetközi Labdarúgó-szövetség (FIFA) 1920-tól tartotta nyilván bírói keretében. Több nemzetek közötti válogatott és klubmérkőzésen segítette a játékvezetőt az oldalvonal mellől. A  nemzetközi játékvezetéstől 1920-ban búcsúzott. Válogatott mérkőzéseinek száma: 1 (1920).

#### Olimpiai játékok

##### 1920. évi nyári olimpiai játékok
Az 1920. évi nyári olimpiai játékok labdarúgó tornáján a FIFA JB bírói szolgálatra alkalmazta.

###### Labdarúgás az 1920. évi nyári olimpiai játékokon
| Időpont             | Helyszín                   | Mérkőzés típusa | Mérkőzés            | Eredmény | Nézők száma |
| ------------------- | -------------------------- | --------------- | ------------------- | -------- | ----------- |
| 1920. augusztus 28. | La Butte Stadion, Brüsszel | első forduló    | Hollandia–Luxemburg | 3 – 0    | 3000        |